# Hartland (Minnesota)
Hartland es una ciudad ubicada en el condado de Freeborn en el estado estadounidense de Minnesota. En el Censo de 2010 tenía una población de 315 habitantes y una densidad poblacional de 402,72 personas por km².

## Geografía
Hartland se encuentra ubicada en las coordenadas 43°48′16″N 93°29′6″O / 43.80444, -93.48500. Según la Oficina del Censo de los Estados Unidos, Hartland tiene una superficie total de 0.78 km², de la cual 0.78 km² corresponden a tierra firme y (0%) 0 km² es agua.

## Demografía
Según el censo de 2010, había 315 personas residiendo en Hartland. La densidad de población era de 402,72 hab./km². De los 315 habitantes, Hartland estaba compuesto por el 97.78% blancos, el 0% eran afroamericanos, el 0% eran amerindios, el 0% eran asiáticos, el 0% eran isleños del Pacífico, el 0.95% eran de otras razas y el 1.27% pertenecían a dos o más razas. Del total de la población el 2.22% eran hispanos o latinos de cualquier raza.